# 比恩·希格·懷斯
比恩·希格·薛文斯夫·懷斯（挪威語：Bjørn Helge Semundseth Riise，1983年6月21日—）出生於挪威阿里辛特，是一名職業足球員，他是前利物浦名將約翰·懷斯的弟弟，司職中場中或右翼，他曾效力英超球會富咸。現時效力挪超球會阿里辛特。

## 球會

### 阿里辛特
在初出道時，懷斯曾被多家球會看中，包括曼城、卡迪夫城等，但都未能交易成功。由於和球會阿里辛特就轉會一事有所爭執，懷斯接到死亡恐嚇，但他表示：「我不知道阿里辛特想從我得到什麼。我真的希望離開球壇，因為這裡不再有趣。」。

### 標準列治
2003年1月，懷斯由於在兩場預備組的賽事中表現良好，比利時球會標準列治和他簽約3年。他和他的同胞奧利·馬田·阿斯（Ole Martin Årst）成為隊友。

### 布魯塞爾
在標準列治踢了17場後，他被外借加盟布魯塞爾。當合約屆滿，布魯塞爾有對他的優先購買權。可是，根據比利時報章《新聞報》（Het Nieuwsblad）指出，布魯塞爾和白蘭恩正洽談懷斯的轉會事宜，但最終他並沒有加盟白蘭恩。

### 利尼史特朗
懷斯在2005年夏天重返挪威後，加盟利尼史特朗，簽約三年半。他為利尼史特朗上陣的首場賽事是在7月3日對莫迪。

### 富咸

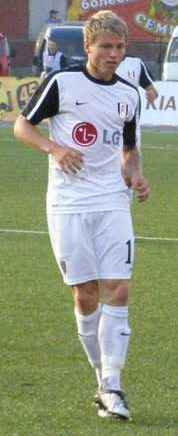
比恩·希格·懷斯在

2009年7月18日，挪威傳媒報道懷斯將加盟富咸，和同鄉（Brede Hangeland）和（Erik Nevland）相遇，轉會費則是約200萬鎊。富咸方面則回應懷斯正進行體測，後來證實在7月21日完成轉會。懷斯和富咸簽約3年，但轉會費卻沒有透露。他在2009/10球季獲發17號球衣。他在富咸的處子戰是在歐霸盃對FK維特拿時在78分鐘入替中場大將（Gera Zoltan）。富咸在該仗以3:0大勝，兩回合計贏6:0。在的帶領下，他得到大量上陣機會，特別是歐霸盃賽事。他幾乎在球隊上陣所有賽事，並成功帶領球隊晉身決賽。
但在的麾下，他只得少量上陣機會。挪威領隊埃伊尔·奥尔森（Egil Olsen）建議他另覓球隊爭取上陣機會，2011年2月15日懷斯獲借用到英冠護級份子錫菲聯直至球季結束，隨即於當晚主場1-1賽和雷丁下半場後補上陣。3月19日懷斯在主場對列斯聯射入1球，協助球隊鎖定2-0勝局。期間上陣13場，但仍不能阻止錫菲聯的降班命運。
2011年9月26日懷斯再被外借，加盟英冠球會樸茨茅夫，為期至11月7日，期間僅獲派上陣兩場。

## 國家隊
他在2008年歐洲國家盃外圍賽馬耳他時獲得首頂喼帽，該仗球隊大勝對手4:0。他為球隊貢獻3個助攻，其中一次是助攻予哥哥約翰·懷斯入球的。
懷斯在挪威另一場外圍賽對波斯尼亞時取得首個國際賽入球，助挪威擊敗對手2:0，而懷斯射入球隊的第二球。

## 個人生活
懷斯和他拍拖多年的女友蓮娜·贊臣（Lena Jenssen）在2010年夏天結婚，這對情侶育有兩名兒子，分別是挪亞（Noah）和菲臘（Phillip）。

## 榮譽
- 2010年歐霸盃：亞軍

## 外部連結
- （挪威文） Profile （页面存档备份，存于） at altomfotball.no
- 足球数据库：比恩·希格·懷斯的球员统计数据